# Dabu
För andra betydelser, se Dabu (olika betydelser).
Dabu, även romaniserat Taipu, är ett härad i staden Meizhou i provinsen Guangdong i sydöstra Kina. Orten är ett viktigt centrum för hakka-kulturen.
Dabu är indelat i 14 köpingar och tre administrativa enheter på sockennivå.
Köpingar (zhen):

- Baihou (百侯镇)
- Chayang (茶阳镇)
- Dadong (大东镇)
- Dama (大麻镇)
- Fenglang (枫朗镇)
- Gaobei (高陂镇)
- Guangde (光德镇)
- Huliao (湖寮镇)
- Qingxi (青溪镇)
- Sanhe (三河镇)
- Taoyuan (桃源镇)
- Xihe (西河镇)
- Yinjiang (银江镇)
- Zhourui (洲瑞镇)

Administrativa enheter på sockennivå:
- Dapu Linchang skogsbruk (大埔林场)
- Fengxi Linchang skogsbruk (丰溪林场)
- Zhourui Linchang skogsbruk (洲瑞林场)